# Virginia Slims Championships 1978
Virginia Slims Championships 1978 - сьомий завершальний турнір сезону, щорічний теніс тенісний турнір серед найкращих гравчинь в рамках Туру WTA 1978. Змагання в одиночному розряді складались з двох груп (Золотої й Помаранчевої) по чотири учасниці в кожній. Переможниці груп грали у фіналі й додатково був матч за третє місце. Турнір відбувся на Оракл-арена в Окленді (США) і тривав з 29 березня до 2 квітня 1978 року. Перша сіяна Мартіна Навратілова здобула титул в одиночному розряді й отримала 50 тис. доларів.

## Фінальна частина

### Одиночний розряд
Мартіна Навратілова —  Івонн Гулагонг, 7–6(5–0), 6–4

### Парний розряд
Біллі Джин Кінг /  Мартіна Навратілова  Вірджинія Вейд /  Франсуаза Дюрр, 6–4, 6–4

## Розподіл призових грошей
| Дисципліна       | П       | Ф       | 3-тє    | 4-те    | 5-те    | 6-те    | 7-ме   | 8-ме   |
| Одиночний розряд | $50,000 | $30,000 | $16,000 | $14,000 | $11,000 | $11,000 | $9,000 | $9,000 |